# Vändra JK Vaprus
Vändra JK Vaprus is een Estische voetbalclub uit Vändra die op 30 september 2009 ontstond als samenwerking tussen Pärnu Jalgpalliklubi Vaprus en MTÜ Jalgpalliklubi Vändra Vaprus.
De club fungeerde in eerste instantie als satellietclub van Pärnu Vaprus. In 2012 promoveerde de club naar de Esiliiga. In 2016 degradeerde de club. In 2019 promoveerde de club weer. Na degradatie in 2021 uit de Esiliiga B speelt de club sinds 2022 op het vierde niveau.